# Gregorio Allegri
Pour les articles homonymes, voir Allegri.
Gregorio Allegri (né Gregorio Costantino en 1582 à Rome – mort le 17 février 1652, dans la même ville) est un prêtre, chantre d'église et compositeur italien.
Il est considéré comme l'un des compositeurs romains les plus importants de son temps. Il est l'auteur d'un très célèbre Miserere (Psaume 50). Il vécut principalement à Rome.
Son frère aîné, Domenico Allegri, avait lui aussi embrassé la vie ecclésiastique et était également compositeur (à la basilique Sainte-Marie-du-Trastevere). Fils d'un cocher du nom de Costantino, il a formé le nom d'Allegri d'après le prénom de son grand-père, Allegro.

## Biographie
Gregorio Allegri étudie le chant, et plus généralement la musique, avec plusieurs de ses frères, auprès de Giovanni Bernardino Nanino, à l'église Saint-Louis-des-Français, à Rome, de 1591 à 1596. Après la mue sans doute, il se perfectionne dans les différentes disciplines musicales, dont la composition. Après avoir terminé sa formation, il entre dans la carrière musicale, en tant que chantre (1601-1607) dans la même église. Ordonné prêtre, il exerce en tant que maître du chœur (maître de chapelle) à la cathédrale de Fermo, de 1607 à 1621. Il y obtient un bénéfice ecclésiastique qui l'aide à exercer sa lourde charge. Il compose un grand nombre de motets et d’autres pièces de musique religieuse. Ils lui valurent d’être remarqué par le pape Urbain VIII qui l’engage alors dans le chœur de la Chapelle Sixtine. Il garde cette position de décembre 1629 jusqu’à son décès. Il y est élu Maître de chapelle en 1650. Il est de caractère particulièrement simple et agréable

## Œuvre
Les partitions de Gregorio Allegri parvenues jusqu'à nous représentent environ une trentaine d'œuvres. Parmi ses compositions conservées, on trouve deux recueils de Concertini (écrits pour un petit ensemble vocal de 2 à 5 voix et publiés en 1618 et 1619), deux recueils de motets à 6 voix publiés en 1621, une Sinfonia à 4 parties instrumentales, cinq messes, deux mises en musique des Lamentations de Jérémie ainsi que des motets publiés dans différents recueils collectifs et quelques motets non publiés de son vivant. Il est l'un des premiers compositeurs d'œuvres autonomes pour instruments à cordes. Le fameux érudit jésuite Athanasius Kircher en a repris un exemple dans son traité intitulé Musurgia universalis (1650). La plupart des ouvrages d'Allegri se rattachent au style concertant du premier baroque. C'est particulièrement vrai de sa musique instrumentale. Cependant, les œuvres destinées à la chapelle Sixtine sont dans la lignée des compositions de Palestrina et dans certains cas, elles sont même écrites dans un style encore plus pur et dépouillé de toute ornementation.

## LeMiserere

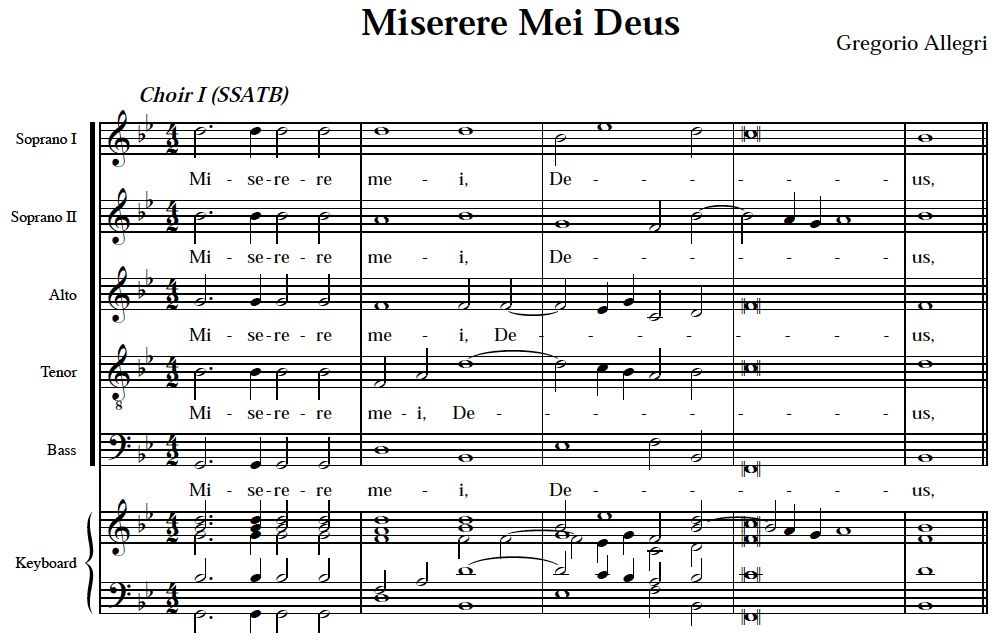
Partition du Miserere d'Allegri

L'œuvre la plus fameuse — et de loin — qu'ait écrite Allegri est sans conteste son célèbre Miserere, composé en 1638 sur le Psaume 50 et que l'on continue à chanter chaque année à la Chapelle Sixtine pendant la Semaine sainte. Traité en faux-bourdon, il est écrit pour deux chœurs, l'un à quatre voix, et l'autre à cinq. L'un des chœurs chante une version simple de la psalmodie et l'autre chœur, à quelque distance (comme en écho), en chante un commentaire orné. C'est un des meilleurs représentants du style polyphonique baroque désigné sous le nom de stile antico (« style ancien ») ou prima pratica au XVIIe siècle. On y relève les influences combinées des écoles romaine (Palestrina) et vénitienne (celle des Gabrieli : Andrea et Giovanni, ainsi que la technique d'écriture à double chœur).
Le Miserere d'Allegri est un des exemples de la polyphonie baroque qui ont été les plus favorisés par l'édition discographique, alors qu'il a été composé à l'époque baroque, quand cette polyphonie commençait à passer de mode. Cet ouvrage a conservé une réputation de mystère et d'inaccessibilité pendant les siècles écoulés depuis sa composition jusqu'à l'époque moderne. Avant tout, de par le caractère exceptionnel d'une méditation qui semble imiter les voix angéliques. Basée sur un schéma musical très simple et atteignant très régulièrement le suraigu, elle dégage un grand sentiment de pureté. Tout cela (et de superbes développements contrapuntiques non écrits, dont l'usage s'est malheureusement perdu aujourd'hui) pouvait - et peut toujours - toucher profondément l'auditeur. De ce fait, le Vatican s'en était réservé la reproduction et la diffusion.
Selon une légende tenace aujourd'hui remise en cause, le jeune Mozart, alors âgé de quatorze ans, fit un voyage à Rome en 1770 avec son père ; il entendit le Miserere d'Allegri à deux reprises et put en restituer la partition de mémoire. Cette restitution fut acquise et publiée en Angleterre par le Dr Burney, historien de la musique et voyageur renommé. L'éditeur de Leipzig Breitkopf & Härtel publia ensuite l'ensemble de la musique chantée à Rome pendant la Semaine Sainte, y compris le Miserere d'Allegri. Felix Mendelssohn a témoigné dans une de ses lettres de l'impression extraordinaire causée par cette musique pendant les cérémonies.